# Pârscovelu, Buzău
Pârscovelu (în trecut, Dosu) este un sat în comuna Brăești din județul Buzău, Muntenia, România. Se află în zona de munte a județului.